# Cantonul Troyes-1
Cantonul Troyes-1 este un canton din arondismentul Troyes, departamentul Aube, regiunea Champagne-Ardenne, Franța.

## Comune
- Saint-Parres-aux-Tertres
- Troyes (parțial, reședință)
- Villechétif